# Pachyschesis bazikalovae
Pachyschesis bazikalovae is een vlokreeftensoort uit de familie van de Pachyschesidae. De wetenschappelijke naam van de soort is voor het eerst geldig gepubliceerd in 1976 door G. Karaman.